# Suzanna Hamilton
Pour les articles homonymes, voir Hamilton.
Suzanna Hamilton, née le 8 février 1960 à Londres (Royaume-Uni), est une actrice britannique.

## Filmographie
- 1974 : Swallows and Amazons : Susan Walker, Swallow
- 1978 : Disraeli (feuilleton TV) : Princess Alexandra
- 1979 : One Fine Day (téléfilm) : Linda
- 1979 : Tess : Izz
- 1980 : The Wildcats of St. Trinian's : Matilda
- 1982 : Pierre qui brûle (Brimstone & Treacle) : Patricia Bates
- 1983 : A Pattern of Roses (téléfilm) : Rebecca
- 1984 : Goodie-Two-Shoes : Veronica
- 1984 : 1984 (Nineteen Eighty-Four) : Julia
- 1985 : Wetherby : Karen Creasy
- 1985 : Out of Africa : Souvenirs d'Afrique (Out of Africa) : Felicity
- 1986 : Johnny Bull (téléfilm) : Iris
- 1986 : Hold the Dream (en) (téléfilm) : Emily Barkstone
- 1987 : Des Teufels Paradies (de) : Julie
- 1987 : Wish Me Luck (série télévisée) : Matty Firman (1987)
- 1988 : Die Stimme : Julia
- 1989 : Streetwise (série télévisée)
- 1990 : Murder East - Murder West (téléfilm) : Regine Kleinschmidt
- 1990 : Small Zones (téléfilm) : Irina Ratushinskaya
- 1990 : Never Come Back (téléfilm) : Anna Raven
- 1991 : A New Lease of Death (téléfilm) : Elizabeth Crilling
- 1991 : La Maison de Bernarda Alba (The House of Bernarda Alba) (téléfilm) : Amelia
- 1992 : Tale of a Vampire : Anne / Virginia
- 1992 : A Masculine Ending (téléfilm) : Veronica Puddephat
- 1992 : Duel of Hearts (téléfilm) : Harriet Wantage
- 1986 : Casualty (série télévisée) : Karen Goodliffe (1993-1994)
- 1995 : A Relative Stranger (téléfilm) : Jenny Bell
- 1995 : McCallum ("McCallum") (série télévisée) : Joanna Sparks
- 1996 : A Virtual Stranger (téléfilm) : Jenny Bell
- 1997 : L'Étoile de Robinson (The Island on Bird Street) : Stasya's Mother
- 2005 : Jane Hall's Big Bad Bus Ride (série télévisée) : Helen Gillsepie
- 2005 : Benjamin's Struggle : Vivienne